# حافظ أميرخانوف
حافظ أميرخانوف - هو معماري أذربيجاني، معماري فخري لجمهورية أذربيجان (1991)، حائز على جائزة الدولة لجمهورية أذربيجان الاشتراكية السوفيتية (1982)، ونائب أول لرئيس اتحاد المعماريين في أذربيجان (1989-2007).

## حياته
ولد حافظ يوسيف أوغلو أميرخانوف في 5 نوفمبر 1940 في مدينة باكو. خدم في الجيش السوفيتي من 1960 إلى 1963، وفي عام 1964 التحق بقسم الهندسة المعمارية في كلية البناء بجامعة أذربيجان التقنية. تخرج في عام 1969 وبدأ حياته المهنية كمعماري.
عمل حافظ أميرخانوف كمعماري إبداعي منذ عام 1969. بين عامي 1972 و1987، شغل منصب المهندس المعماري الرئيسي ثم رئيس القسم في معهد باكو للتصميم الحكومي.
شغل حافظ أميرخانوف منصب نائب أول لرئيس اتحاد المعماريين في أذربيجان من عام 1989 إلى 2007. بالإضافة إلى ذلك، واصل نشاطه الإبداعي والتعليمي، وحصل على لقب أستاذ مساعد.

## الجوائز
- جائزة الدولة في جمهورية أذربيجان الاشتراكية السوفيتية — 1982
- فنان مستحق في جمهورية أذربيجان — 1991 [2]
- وسام شهرة — 2006[3]